# 가토리 미와코

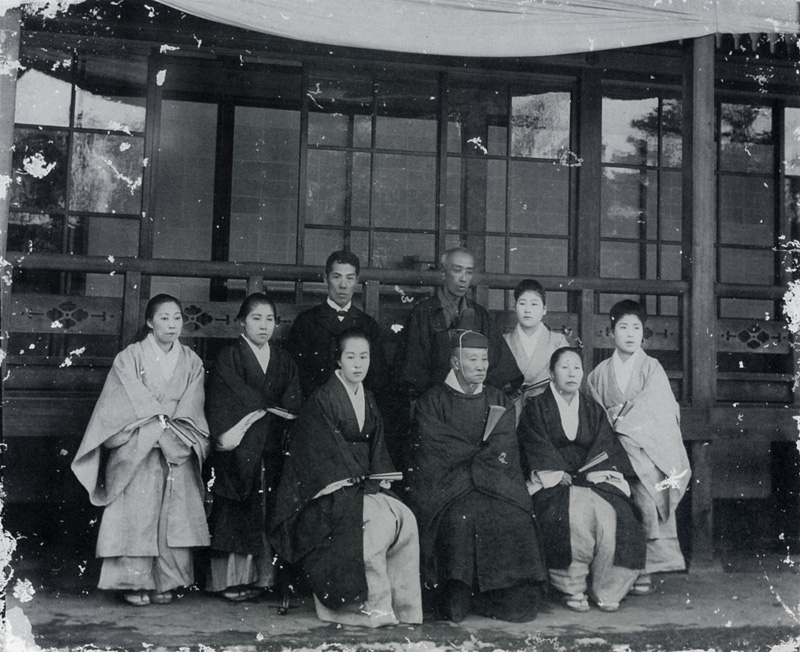
가토리 일가 사진

가토리 미와코(楫取 美和子, 덴포 14년(1843년) ~ 1921년(다이쇼 10년) 9월 7일)는 에도 시대 말기(막말)부터 다이쇼 시대까지의 여성이다. 막말의 사상가·요시다 쇼인의 동생. 쇼인의 문하생 구사카 겐즈이에 시집갔지만 금문의 변(禁門の変)에서 구사카는 자해하여 과부가 된다. 후에 언니 히사의 전 남편이자 군마현령과 귀족원 의원을 지낸 남작 가토리 모토히코와 재혼하였다. 혼인 전의 이름은 스기 후미(杉文).

## 같이 보기
- 꽃 타오르다